# Abamper
Abamper (oznaka aA) je osnovna enota za merjenje električnega toka v CGS sistemu enot. Imenujejo ga tudi biot. Ime ima po  francoskem fiziku, astronomu in matematiku Jean-Baptist Biotu (1774–1862).
1 abamper je enak 10 A v sistemu SI.

## Definicija
Če v krožni zanki s polerom 1 cm teče tok 1 abampera, potem je v središču zanke magnetno polje 2π erstedov.

## Povezane enote
Enote, ki so še povezane z abamperom so:
- abcoulomb je naboj, ki steče skozi presek vodnika, po katerem teče tok 1 abampera.
- abhenri je induktivnost zanke ali medsebojna induktivnost dveh zank, v katerih sprememba toka v velikosti 1 abampera v sekundi povzroči zaradi indukcije napetost 1 abvolta.
- abom je upornost, ki pri stalnem toku 1 abampera, povzroči potencialno razliko med koncema v velikosti 1 abvolta.